# Al-Futuwwa (Irak)
Pour les articles homonymes, voir Al-Futuwwa.
 (août 2009).
Si vous disposez d'ouvrages ou d'articles de référence ou si vous connaissez des sites web de qualité traitant du thème abordé ici, merci de compléter l'article en donnant les références utiles à sa vérifiabilité et en les liant à la section « Notes et références ».
Al-Futuwwa est un mouvement politique irakien nationaliste arabe créé en 1939 à Bagdad à partir du cercle Ahali, qui regroupait les intellectuels luttant pour la libération de l'Irak et de la nation arabe. Le mouvement tire son nom de la tradition soufie, dans laquelle la Futuwwa s’apparente à une « chevalerie spirituelle » visant à défendre les frontières du Dar al islam et à former spirituellement ses membres. 
Animé par Sami Shawkat (successeur de Sati al-Housri à la tête du ministère de l’éducation nationale irakien en 1933 dans le gouvernement du sympathisant nazi Rachid Ali al-Gillani) et Sadiq Shonshol, le mouvement prônait le nationalisme arabe et la lutte contre l’impérialisme occidental, notamment britannique. Sami Shawkat insiste sur la nécessité d'un État autoritaire et centralisateur, seul capable de « construire » la nation arabe. Il dénonce à la fois l’impérialisme et les « traitres » arabes, qui au sein de la nation, jouent le rôle de « cinquième colonne ». 
L'ambassade d'Allemagne en Irak, dirigée par Fritz Grobba, soutient Al-Futuwwa, ce mouvement de jeunesse basé sur le modèle des Jeunesses hitlériennes qui envoie un délégué au congrès du parti nazi à Nuremberg en 1938 et accueille le chef des Jeunesses hitlériennes, Baldur von Schirach. En 1939, Al-Futuwwa compte près de 63 000 membres.
Plusieurs jours avant le Farhoud (pogrom antijuif) sanglant à Bagdad de 1941, les maisons des Juifs étaient signalées d'une main rouge (« khamsa ») peinte par les jeunes du mouvement Al-Futuwwa, d'après le récit de Shalom Darwish, le secrétaire de la communauté juive de Bagdad d'alors.
Al-Futuwwa est considéré comme l’ancêtre du parti Baath irakien, constitué après la Seconde Guerre mondiale.

## Source
- Samir Amin, La Nation arabe, nationalisme et luttes de classes, Paris, éd. de Minuit, 1976.